# هاید شرقی
هاید شرقی (به انگلیسی: East Hyde) یک روستا در بریتانیا است که در بدفوردشر مرکزی واقع شده‌است.